# Acer nepalense
Acer nepalense é uma espécie de árvore do gênero Acer, pertencente à família Aceraceae.